# Scincomorpha
Scincomorpha é uma infraordem de lagartos do clado Scleroglossa. Inclui sete famílias: Cordylidae, Gerrhosauridae, Gymnophthalmidae, Lacertidae, Scincidae, Teiidae e Xantusiidae.